# Manny Elias
Pour les articles homonymes, voir Elias.
Manny Elias est un compositeur et batteur anglo-indien né en 1953 à Calcutta.
Il a participé activement au groupe Tears for Fears de 1982 à 1986. Avant cela, il a fait partie de groupes new wave comme Interview, en tant que batteur.
Après son départ de Tears for Fears en 1986, Elias a enregistré et tourné avec des artistes comme Peter Hammill, Peter Gabriel et Julian Lennon. 